# Hullámfüggvény-összeomlás
A kvantummechanika bizonyos interpretációiban a hullámfüggvény összeomlása azon két folyamat egyike – a másik a mozgásegyenlet –, ami által a kvantumrendszerek a kvantummechanika törvényeinek engedelmeskednek. Az állapotvektor összeomlásának is hívják. A hullámfüggvény összeomlásának létét megköveteli:
- a koppenhágai interpretáció azon verziója, ahol a hullámfüggvénynek van egy meg nem határozott fizikai jelentése, realitása vagy interpretációja
- az ún. tranzakciós interpretáció (John Cramer)
- a „spirituális interpretáció”, amiben a tudatos megfigyelő okozza az összeomlást

Másrészt viszont az összeomlás nem jelenik meg a következő interpretációkban:
- a koppenhágai interpretáció azon verziója, ahol a hullámfüggvény nem több, mint puszta matematikai segédeszköz mindenféle közvetlen fizikai jelentőség nélkül
- a konzisztens történeteken alapuló interpretációk
- a sokvilág-interpretáció
- a Bohm-interpretáció

Általában a kvantumrendszerek valamilyen sajátállapotok (bázisállapotok) szuperpozíciójában vannak, és az időfüggő Schrödinger-egyenlet szerint fejlődnek, a fent említett két folyamat közül az egyik, ami kvantumossá teszi egy rendszer viselkedését. Ez a folyamat (az időbeli fejlődés) minden interpretációnak része. Egy-egy bázisállapot hozzájárulását a teljes hullámfüggvényhez parciális amplitúdónak hívjuk. Amikor a hullámfüggvény összeomlik, akkor a megfigyelő szempontjából úgy tűnik, az állapot az egyik bázisállapotba „ugrik”, és a mért fizikai mennyiségnek az illető bázisállapothoz tartozó értékére tesz szert kizárólagosan. Az összeomlás után a rendszer megint a Schrödinger-egyenlet szerint fejlődik.
Egy A megfigyelhető mennyiséget mérve, egy meghatározott sajátállapotba való összeomlás valószínűsége egyenesen arányos a hozzátartozó – általában komplex – amplitúdó abszolútértéknégyzetével. Ezért az olyan kísérletekben, mint a kétrés-kísérlet, minden egyes foton egy-egy különálló pontban érkezik a képernyőre, de ahogy gyűlnek a fotonok, együtt kialakítják az interferencia-mintát.
A hullámfüggvény összeomlásaként ismert jelenségcsoport alapvető probléma a kvantummechanikában, amit mérésproblémaként ismerünk. A problémát a koppenhágai interpretáció nem igazán ragadja meg, amikor egyszerűen kijelenti, hogy ez a „mérési” folyamat sajátos jellegzetessége. Az Everett-féle sokvilág-interpretáció elveti az összeomlást, átírva a mérőberendezés és a kvantumrendszer közötti kapcsolatot úgy, hogy a kvantummechanika lineáris törvényei univerzálisan igazak, azaz az egyetlen folyamat, ami szerint a rendszer változik, a Schrödinger-egyenlet. Leggyakrabban a sokvilág-interpretációhoz – bár nem kizárólagosan – rendelt sajátosság a dekoherencia fizikai folyamata, ami látszólagos összeomlást okoz. A dekoherencia szintén fontos a konzisztens történetekhez kapcsolt interpretációban.
Megjegyezzük, hogy a kvantummechanikai rendszer fejlődésének általános leírása lehetséges sűrűség operátorok és kvantumoperációk használatával. Ebben a formalizmusban (ami szorosan kötődik a C*-algebra formalizmusához) a hullámfüggvény összeomlása megfelel egy nemunitér kvantumoperációnak.